# Merlines
Merlines is een gemeente in het Franse departement Corrèze (regio Nouvelle-Aquitaine) en telt 903 inwoners (1999). De plaats maakt deel uit van het arrondissement Ussel. In de gemeente ligt spoorwegstation Eygurande-Merlines.

## Geografie
De oppervlakte van Merlines bedraagt 14,1 km², de bevolkingsdichtheid is 64,0 inwoners per km².
De onderstaande kaart toont de ligging van Merlines met de belangrijkste infrastructuur en aangrenzende gemeenten.

## Demografie
Onderstaande figuur toont het verloop van het inwonertal (bron: INSEE-tellingen).

1. ↑  Populations de référence 2022.